# Ide (Kioto)
Ide (井手町 Ide-chō?) es un pueblo localizado en la prefectura de Kioto, Japón. En junio de 2019 tenía una población de 7.558 habitantes y una densidad de población de 419 personas por km². Su área total es de 18,04 km².

## Geografía

### Localidades circundantes
- Prefectura de Kioto
  - Jōyō
  - Kyōtanabe
  - Kizugawa
  - Wazuka
  - Seika
  - Ujitawara

## Demografía
Según datos del censo japonés, la población de Ide ha disminuido en los últimos años.
| Año del censo | Población |
| ------------- | --------- |
| 1995          | 9.438     |
| 2000          | 9.102     |
| 2005          | 8.951     |
| 2010          | 8.447     |
| 2015          | 7.910     |